# East Lake-Orient Park
East Lake-Orient Park est une census-designated place du comté de Hillsborough, dans l'État de Floride, aux États-Unis,. En 2020, elle compte une population de 28 050 habitants.